# Telekon
 (avril 2023).
 (avril 2023).
- Si vous ne connaissez pas le sujet, laissez ce bandeau (vous pouvez alors contacter les auteurs).
- Si vous supprimez le contenu mis en cause (vous pouvez préalablement contacter les auteurs),

argumentez précisément cette suppression dans la page de discussion
(un manque de référence n'est pas un argument ; une recherche réelle de référence doit avoir été effectuée, être formellement documentée).
Albums de Gary Numan
The Pleasure Principle
(1979) Dance
(1981)
Telekon est le quatrième album studio et le deuxième sous son propre nom, de Gary Numan, enregistré en 1980.
L'album arriva au top des charts britanniques en septembre 1980, faisant de lui son troisième album consécutif à ce niveau.
Telekon est aussi le troisième et dernier album de la phase que Numan appela machinale (de l'anglais machine), après Replicas et The Pleasure Principle en 1979.

Ce fut son dernier disque avant un bref retrait de la scène pour sa tournée, et le dernier pour son bassiste Paul Gardiner, en raison de sa dépendance à l'héroïne.[réf. nécessaire]

## Liste des titres
Toutes les chansons sont de Gary Numan excepté Trois Gymnopédies, qui est une pièce du compositeur Eric Satie. Les chansons bonus sur le CD sont marqués d'un (*).
1. This Wreckage – 5:26
2. The Aircrash Bureau – 5:41
3. Telekon – 4:29
4. Remind Me to Smile – 4:03
5. Sleep by Windows – 4:58
6. We Are Glass* – 4:47
7. I'm an Agent – 4:19
8. I Dream of Wires – 5:10
9. Remember I Was Vapour – 5:11
10. Please Push No More – 5:39
11. The Joy Circuit – 5:12
12. I Die: You Die* – 3:47
13. A Game Called 'Echo'* – 5:06
14. Photograph* – 2:43
15. Down in the Park (Version piano)* – 2:27
16. Trois Gymnopédies (1er Mouvement)* – 4:15

## Musiciens
- Gary Numan - Chant, Claviers (Piano, Moog Minimoog, Moog Polymoog, Roland Jupiter 4, ARP Pro Soloist, Sequential Circuits Prophet 5, Yamaha CP-30), Roland CR-78, Synare, Guitare, Piano
- Paul Gardiner - Basse, Chœurs
- Cedric Sharpley - Batterie, Percussions, Chœurs
- Chris Payne - Violon alto, Claviers (Piano, Moog Minimoog, Moog Polymoog), Chœurs
- Russell Bell - Guitares, Violon, Claves, Chœurs
- Denis Haines - Claviers (Piano, Yamaha CP-80, ARP Pro Soloist, Sequential Circuits Prophet 5), Sifflement, Chœurs
- John Webb, James Freud, Simple Minds : Claquement de mains